# Sonic Youth
Pour les articles homonymes, voir Sonic (homonymie).
Sonic Youth [ˈsɒnɪk juθ] est un groupe de rock avant-gardiste américain, originaire de New York. Formé en 1981, il est considéré comme l'une des figures majeures du rock alternatif. Les membres fondateurs Thurston Moore (guitare, chant), Kim Gordon (basse, chant, guitare) et Lee Ranaldo (guitare, chant) resteront ensemble pendant la totalité de l'existence du groupe. Durant son existence, le groupe fait l'expérience d'un succès critique et commercial, notamment en signant sur la major DGC Records, en 1990, ou bien en jouant en tête d'affiche du festival Lollapalooza. Sonic Youth est félicité pour avoir « redéfini ce que la guitare rock pouvait faire. »
En 2011, Ranaldo annonce la séparation du groupe après la séparation du couple Gordon/Moore. Thurston Moore clarifie sa position en mai 2014 : « Sonic Youth est en pause. Le groupe respecte la démocratie, et aussi longtemps que Kim et moi n'aurons pas trouvé d'accords, le groupe ne fonctionnera pas raisonnablement ». Gordon note à plusieurs reprises dans son autobiographie Girl in a Band, sortie en 2015, que le groupe s'est séparé.

## Biographie

### Origines et débuts (1980–1982)

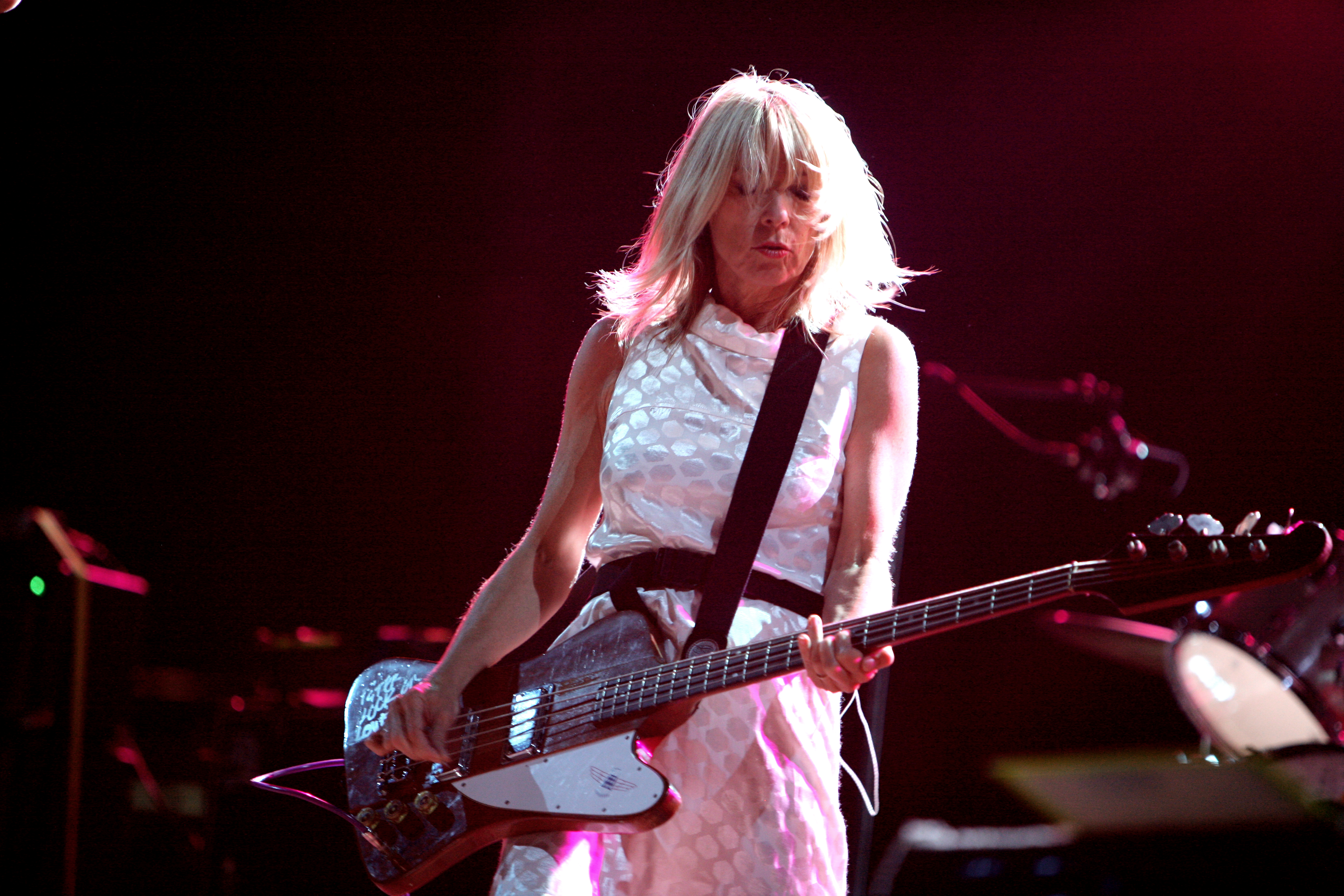
Kim Gordon à La Route du Rock en août 2007.

C'est en 1981, à New York, à la fin de la vague no wave, que se forme Sonic Youth. Avant de lancer le groupe, Thurston Moore jouait dans un groupe de punk appelé The Coachmen ; il avait également joué avec le compositeur expérimental Glenn Branca en compagnie de Lee Ranaldo au début de la décennie. Kim Gordon jouait quant à elle dans un groupe nommé CKM avec deux amies, Miranda, également amie de Moore, et Christine. L'un des morceaux de ce groupe, Cosmopolitan Girl, sera conservé pour les premiers concerts de Sonic Youth. Lee Ranaldo jouait également dans le groupe Plus Instruments. Richard Edson jouait dans le groupe no wave Konk. C'est par l'intermédiaire de leur amie commune Miranda que Thurston Moore et Kim Gordon se rencontrèrent. Durant l'année 1980, ils forment, avec Anne DeMarinis et Dave Keay, le groupe Arcadians, qui tire son nom d'une tribu grecque de l'Antiquité qui utilisait la musique pour communiquer. Le groupe joue son premier concert le 14 janvier 1981 au CBGB's. Lors du deuxième concert le 20 janvier, Lee Ranaldo et son ami David Linton, présents dans le public, montèrent sur scène pour jouer avec le groupe. Le groupe se dissoudra en avril/mai 1981 ; c'est alors que se forme Sonic Youth, composé de Thurston Moore, Kim Gordon, Richard Edson et Lee Ranaldo.
Après quelques répétitions, la jeune formation joue son premier concert le 8 mai 1981 au Club 57 de New York. Il existait deux affiches de ce concert, l'une annonçant le groupe Fucking Youth, l'autre le groupe Sonic Youth. La deuxième affiche deviendra plus tard la pochette de l'album Confusion Is Sex. Un mois plus tard le groupe jouera en première partie de Glenn Branca, puis lors du Noise Fest, un festival no wave organisé par Thurston Moore, le 18 juin : ce concert est célèbre dans l'histoire du groupe car il fut enregistré, et donne donc un témoignage de la musique du Sonic Youth de l'époque : chaotique, atonale et furieusement abrasive. Le groupe joua quatre morceaux dont on ne sait pas s'ils sont rejoués ensuite ; aucun enregistrement ne l'atteste quoi qu'il en soit, même si certains éléments de ces morceaux réapparaitront dans le premier EP du groupe. Juste après ce concert, Ann quitte le groupe, elle est remplacée rapidement par Lee Ranaldo. Alors que le groupe commence à composer les morceaux qui allaient constituer son premier disque, Richard Edson quitte à son tour Sonic Youth. Le groupe joue son premier concert avec Lee Ranaldo sous la forme d'un trio, en juillet 1981, à la Just Above Midtown/Dowtown Gallery (New York). Ils jouent un autre live en juillet 1981 au Stillwende : ce show ne leur laissait que dix minutes de temps, qu'ils utilisèrent pour jouer une version de dix minutes de The Burning Spear. Thurston Moore commentera plus tard que ce concert comportait surtout beaucoup de fracas sonore, fait à partir de baguettes de batteries, de tiges de fer et de perceuses.
Après avoir joué quelques concerts sous cette même formation, le trio finit par convaincre Richard Edson de revenir dans le groupe. Ce dernier les aide alors à mettre en place leur premier véritable set, qu'ils jouèrent le 18 septembre 1981, au New Pilgrim Theatre. L'enregistrement de ce concert restera inconnu pendant vingt-cinq ans, avant d'apparaitre en 2006 dans la réédition du premier disque du groupe. On y découvre des versions plus ou moins avancées des morceaux du disque : I Don't Want to Push It et The Burning Spear présentés en version presque aboutie, I Dreamed I Dream et The Good & The Bad dans une version peu avancée et She Is Not Alone dans une version radicalement différente de la version disque ; mais aussi deux morceaux qui ne survécurent pas après 1981 : Cosmopolitan Girl, datant du groupe CKM, et Destroyer, un instrumental qui resta mystérieux pendant vingt-cinq ans. Le hasard veut que Glenn Branca se soit trouvé dans le public cette soirée-là. Après le live, il décida de fonder son label, Neutral, afin de publier un disque du groupe. Après quelques autres concerts, le groupe enregistra les cinq morceaux du premier EP au Radio City Music Hall (un studio vingt-quatre pistes) en décembre 1981. L'album, intitulé Sonic Youth, sortira en mars 1982 ; il révèle un Sonic Youth beaucoup plus calme qu'en concert, très varié (aucun des titres de ce disque ne ressemble à un autre) et finalement assez différent de la direction prise par la suite.
Après quelques nouveaux concerts, Richard Edson quitte le groupe définitivement en août/septembre 1982 ; il sera rapidement remplacé par Bob Bert.

### Confusion is Sex(1982–1983)
Le groupe s'attelle alors à la création de nouveaux morceaux. En novembre, après un concert au CBGB's, le groupe se lance dans une tournée à travers les États-Unis avec les Swans, le Savage Blunder Tour. Le groupe en profite pour dévoiler de nouveaux morceaux au public, qui traduisent une évolution vers un hardcore radical et extrêmement bruitiste, d'une grande violence. Au début de l'année 83, le groupe se prépara à enregistrer son premier véritable album (même si le premier disque est officiellement considéré comme tel) mais, quelque temps avant de rentrer en studio, les membres remercièrent Bob Bert, qui avait pourtant participé à l'écriture des morceaux. Il n'était en fait selon Thurston Moore pas assez « sauvage ». Il fut remplacé pour les sessions de l'album par Jim Sclavunos, vétéran de la scène no wave (il avait déjà joué avec Teenage Jesus and the Jerks, le groupe de Lydia Lunch). L'album fut enregistré au studio 8-pistes de Wharton Tiers puis fut publié sur Neutral. L'enregistrement de Confusion Is Sex fut des plus chaotiques : le studio était loin d'être parfait, ce qui était considéré comme la meilleure prise de Shaking Hell fut effacée accidentellement par le groupe et une canette de soda fut renversée par erreur sur les bandes. Il en résulte un album très difficile d'accès, d'une écoute très rude. En octobre le groupe commença sa première tournée européenne afin de faire la promotion de son album, avec Bob Bert à la batterie (Jim Sclavunos ayant quitté le groupe peu de temps auparavant) en profitant également pour publier un nouvel EP, Kill yr Idols, en Allemagne. La tournée s'acheva par une date en Angleterre, le 1er décembre.
Au début de l'année 1984, le groupe publia via le label Ecstatic Peace! de Thurston Moore une cassette nommée Sonic Death documentant les trois premières années du groupe. Il s'agit en fait d'un collage de divers enregistrements faits sur cassette par Thurston lors de concerts, de répétitions, etc. La cassette ne comporte que deux pistes, où des extraits de morceaux se suivent sans temps de pause. Illustration de l'importance historique de ce disque, Kill yr Idols servira de bande son au spectacle de Jan Lauwers et la Needcompany en 2005 : Chunking.

### Bad Moon Rising(1984–1985)
Le groupe se met à nouveau à composer et, en mai 1984, le groupe joue déjà la quasi-intégralité de son futur album Bad Moon Rising en concert. Sonic Youth ne fait que huit concerts durant l'année 1984, et presque tous présentent tous les morceaux de Bad Moon Rising, dans l'ordre où ils apparaissent sur l'album. À la fin de l'été 1984, Thurston Moore et Kim Gordon se marient. Le groupe enregistre son album entre septembre et décembre 1984 ; le single de l'album, Death Valley '69 (avec Lydia Lunch en invitée), sera publié en décembre. L'Anglais Paul Smith tombe par hasard un jour sur les démos de l'album et se décide à fonder un label pour distribuer le disque en Europe : Blast First et sa longue collaboration avec Sonic Youth était née. Smith commente : « C'était juste ce genre de bruits hautement excitants »[réf. nécessaire]. Le groupe publie également un single, Flower, composé du morceau titre et d'Halloween, en janvier.
Bad Moon Rising est publié en mars 1985, aux États-Unis (sur Homestead) et en Europe. Le groupe se lance d'ailleurs à partir du 20 mars dans une tournée européenne d'un mois. Comme lors de ses concerts de 84, le groupe joua la plupart des morceaux de son nouvel album, mais y ajouta également les morceaux du single Flower, quelques morceaux des précédents albums (Kill yr Idols, The World Looks Red) et une nouvelle composition de Thurston Moore, Satan is Boring. Le groupe retourne ensuite aux États-Unis. En juin, Bob Bert annonce au groupe son départ définitif. Il est alors remplacé par le jeune Steve Shelley, qui avait auparavant joué auprès des Crucifucks. Le groupe, dans cette nouvelle configuration, commence immédiatement la composition de nouveaux morceaux et dès les premiers concerts, le combo présente à son public ce qui est toujours désormais considéré comme l'un de ses plus grands morceaux (Neil Young juge même qu'il s'agissait du meilleur morceau de rock à guitare jamais composé) : Expressway to Yr. Skull. Le groupe retourne en Europe pour une seconde tournée Bad Moon Rising, durant laquelle le groupe présente à nouveau deux nouveaux morceaux, Green Light et Secret Girl. Le groupe termine sa tournée fin novembre.

### SST Records et Enigma (1986–1989)

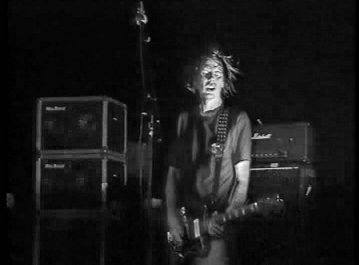
Thurston Moore en concert avec Sonic Youth aux Pays-Bas en 1991.

En 1986, Sonic Youth signe avec un label qu'ils adorent, SST Records (Black Flag, Hüsker Dü…), chez qui ils vont publier deux albums, Evol, puis Sister. Steve Shelley s'installe définitivement comme batteur du groupe, Kim Gordon devient une égérie de la contre-culture, les passages en radio se multiplient et plusieurs tournées sont organisées. La reconnaissance internationale commence à vraiment se faire sentir,.
Mais un conflit juridique s'ouvre entre SST et le groupe sur des problèmes de paiements, et en 1988 Sonic Youth quitte le label pour aller signer chez Enigma. Ils publient alors l'un de leurs disques phares, le double album Daydream Nation, grand succès critique mais relatif échec au niveau des ventes en raison de difficultés de distribution. Ils sortent la même année The Whitey Album, en collaboration avec Mike Watt, bassiste des Minutemen, un autre groupe de l'écurie SST.

### Entrée à DGC (1990–1995)
Profitant de leur célébrité nouvelle, Sonic Youth signe en 1990 avec DGC (filiale de la major Geffen) et publie Goo, pour lequel le groupe invite Jay Mascis de Dinosaur Jr, et surtout Chuck D de Public Enemy ; la présence d'un rappeur sur un disque de rock n'était pas des plus fréquentes à l'époque. Doté d'un son plus précis qu'à l'accoutumée, qui parvient à canaliser la déflagration de distorsions habituelle au groupe, l'album intègre pour la première fois les charts internationaux, et offre au quatuor une reconnaissance plus large à l'international. C'est à cette époque que Neil Young les convie à faire la première partie de sa tournée Ragged Glory, ce qui à la fois donnera une bonne image au folkman dans les cercles underground, et fera mieux connaître Sonic Youth du grand public.
Le groupe se lie alors avec d'autres artistes de Geffen, à commencer par Nirvana avec qui il part en tournée durant l'année 1991,. L'influence du mouvement grunge se fait de plus en plus sentir sur leurs compositions ; en atteste Dirty, sorti en 1992 et produit par Butch Vig (déjà à l’œuvre sur l'album Nevermind du groupe de Kurt Cobain), qui est beaucoup plus pop et accessible que ses prédécesseurs. L'album, parsemé de tubes rock comme 100% ou Sugar Kane est un succès aux USA, et l'association avec le producteur se poursuit deux ans plus tard sur Experimental Jet Set, Trash and No Star. Au même moment, le couple de Moore et Gordon voit la naissance d'une petite fille, Coco Hayley Gordon Moore, et le groupe est contraint de ne pas faire de tournée pour promouvoir le disque. Malgré cela, il reste à ce jour leur plus gros succès dans les charts anglo-saxons.
En 1995, Sonic Youth s'essaye à la musique de film, composant une série de morceaux pour le film Made in USA. Finalement, un seul titre sera conservé dans la bande originale officielle mais le groupe décide malgré tout de sortir l'album tel que préparé sur le label Rhino. Quelques mois plus tard sort Washing Machine, écrit dans la foulée de la tournée Lollapalooza, qui leur a permis dans l'intervalle de s'offrir un nouveau studio d'enregistrement. L'album est leur plus gros succès critique depuis Daydream Nation, et marque une rupture avec des compositions assagies, bien que toujours expérimentales de par leurs ponctuelles envolées bruitistes.

### Maturité (1996–2010)

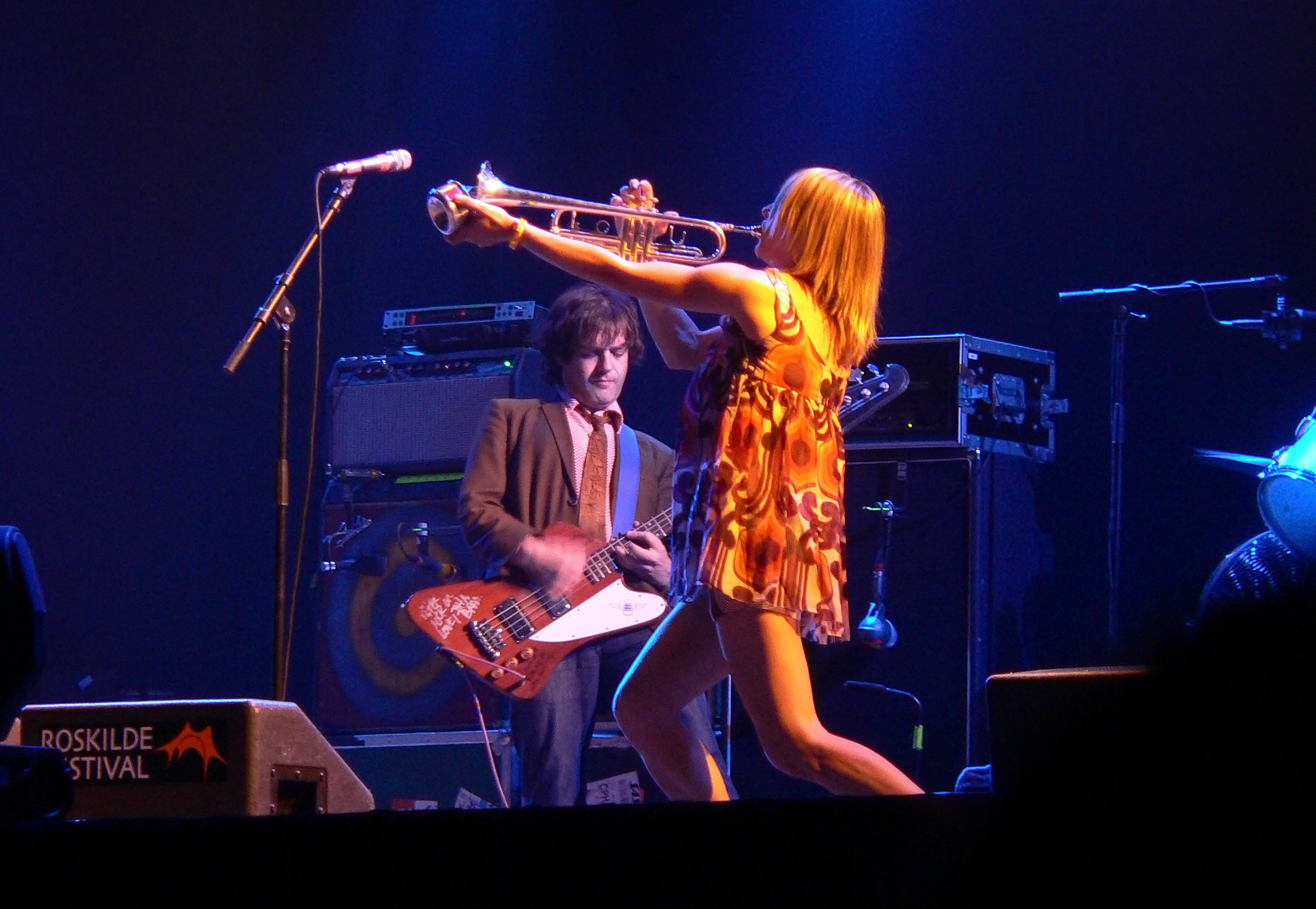
Sonic Youth au festival de Roskilde en 2005.

En 1998, après une série d'EP expérimentaux sur leur propre label SYR, les membres du groupe, qui approchent désormais de la quarantaine, enregistrent leur 13e album (en comptant Made in USA) A Thousand Leaves, où les traditionnelles dissonances s'allègent et laissent place à des orchestrations plus jazz et aériennes proches du post-rock. Deux ans plus tard ils intègrent Jim O'Rourke à la formation et sortent NYC Ghosts and Flowers puis surtout Murray Street, qui marque leur retour dans les classements de fin d'année. La tendance se confirme avec le salué Sonic Nurse en 2004, mais à peine le disque sorti, O'Rourke quitte le groupe, à l'origine pour se lancer dans le cinéma.
De retour au line-up de leurs succès, Sonic Youth revient à des compositions plus directes avec Rather Ripped, publié en 2006 et qui sera leur dernier album chez Geffen. Après cela, le quatuor relance sa série d'EPs sur SYR, et participe à différentes compilations et performances. Sonic Youth quitte officialement Geffen en 2008, jugeant le label trop « contraignant », et s'en va signer chez Matador. Ils y publient l'année suivante ce qui reste leur dernier album studio à ce jour, The Eternal, « incroyablement sophistiqué et mélodique pour du Sonic Youth » selon Thurston Moore, qui ajoute « Même si ce n’était pas l’intention, The Eternal clôt parfaitement l’histoire. Même son titre sonne prémonitoire. »

### Séparation (2011)
En octobre 2011, quelques mois après la publication d'une ultime bande originale pour le film Simon Werner a disparu... du Français Fabrice Gobert, Thurston Moore et Kim Gordon divorcent, mettant fin à 27 ans de mariage. La séparation tant crainte par les fans a bien lieu ; un mois plus tard, le 14 novembre, le groupe effectue son dernier concert au SWU Festival (en) de São Paulo. Depuis, chaque membre poursuit ses différents projets individuels.

## Style musical et influences
Lié à l'éthique et à la culture punk, Sonic Youth a été associé à différents courants musicaux depuis le début des années 1980 : d'abord no wave (1981-1983), puis punk hardcore (1984-1989) et enfin rock expérimental avec des influences grunge. Cette difficile classification est due en partie à un style propre, nourri de très nombreuses influences et créant son propre caractère. Au commencement inspirés par les expérimentations de Glenn Branca et de Rhys Chatham, ils ont été connus pour l'usage d'une variété d'accordages de guitare peu orthodoxes, et pour l'usage des guitares préparées et des tournevis ajoutés pour modifier le timbre. Sonic Youth aura permis de relancer la carrière de Neil Young au moment où celui-ci était en perte d'inspiration, il a renvoyé l'ascenseur en invitant la formation, encore underground, à ses premières parties lors du Ragged Glory tour en 1991.
La musique de Sonic Youth peut être considérée comme une tentative de déstructuration de la pop par l'emploi récurrent de dissonances et de distorsions dans des chansons fondées sur des mélodies pop. Les membres de Sonic Youth sont chacun impliqués dans différents projets artistiques annexes (musique, films...) et ont influencé à leur tour et parrainé de nombreux groupes indépendants (Blonde Redhead, Breeders, Tortoise, Pavement, le plus célèbre étant Nirvana, au début des années 1990).

## Apparitions
- Ils apparaissent en 1996 dans l’épisode 24 de la saison 7 des  Simpson intitulé « Homerpalooza » dans lequel ils interprètent le générique de fin dans leur propre version rock.
- On les retrouve en 2009 dans le dernier épisode de la saison 3 de la série américaine Gossip Girl où ils interprètent un de leurs titres Starpower en version acoustique.
- Ils ont créé leurs propres labels indépendants Sonic Death[19] et Sonic Youth Recordings (SYR)[20] afin de sortir des disques expérimentaux qui ne pourraient pas paraître sur Geffen, leur label régulier.
- Le titre Nic Fit fait partie de la bande-son du jeu Tony Hawk's Project 8.
- Incinerate  est l'une des 85 chansons de Guitar Hero 5.
- Kool Thing fait partie de la playlist du jeu vidéo Guitar Hero 3 ainsi que de True Crime, New York City...
- Sonic Youth apparaît sur deux morceaux de l'album Kékéland de Brigitte Fontaine en 2001 ; ils ont également enregistré d'autres titres demeurés inédits dont Lady Macbeth (le groupe n'a pas publié ces titres sur son propre label puisque Virgin n'a pas répondu à ses sollicitations[21]) et paru ensemble sur scène.
- Ils ont interprété une chanson de David Bowie et du groupe Nine Inch Nails , au concert-anniversaire des 50 ans de Bowie au Madison Square Garden de New York en 1997.
- Ils ont participé à la B.O du film I'm Not There retraçant la biographie de Bob Dylan , avec la reprise notamment du titre éponyme de ce dernier.
- Le travail du groupe sous ses différents aspects (musique, arts plastiques) a fait l'objet en 2009 d'une exposition intitulée Sonic Youth etc. : sensational fix, présentée à Saint-Nazaire puis en Italie, Allemagne, Suède, États-Unis…[22].
- Kim Gordon apparaît en tant qu’actrice notamment dans le film Last Days de Gus Van Sant dans le rôle de l’agent musical de Blake (personnage principal inspiré du rockeur Kurt Cobain)

## Membres

### Derniers membres
- Kim Gordon - basse, guitare, chant
- Thurston Moore - guitare, chant
- Lee Ranaldo - guitare, chant
- Steve Shelley - batterie (1986-2011)

### Anciens membres
- Anne DeMarinis - claviers (1981)
- Richard Edson - batterie (1982)
- Bob Bert - batterie (1982-1985)
- Jim O'Rourke - guitare, basse, synthétiseur, électronique (1999-2005)
- Jim Sclavunos - batterie (1983)

### Membre additionnel
- Mark Ibold (ancien membre de Pavement) - basse sur les tournées Rather Ripped (2006), et Daydream Nation (2007) pour les morceaux de Rather Ripped)

### Contributeurs
- Lydia Lunch (1985)
- Chuck D (Public Enemy) (1990)
- Mike Watt (1985-1988)
- Jay Mascis (1988-1990)
- Ian MacKaye (Fugazi) (1992)
- Brigitte Fontaine (2001)
- Areski Belkacem (2001)
- Jean-Claude Vannier (2001)
- The Ex (2001)
- Kathleen Hanna (1994)

## Discographie
- 1982 : Sonic Youth
- 1983 : Confusion Is Sex
- 1985 : Bad Moon Rising
- 1986 : EVOL
- 1987 : Sister
- 1988 : Daydream Nation
- 1988 : The Whitey Album (publié sous le nom de Ciccone Youth)
- 1990 : Goo
- 1992 : Dirty
- 1994 : Experimental Jet Set, Trash and No Star
- 1995 : Washing Machine
- 1995 : Made in USA
- 1998 : A Thousand Leaves
- 2000 : NYC Ghosts and Flowers
- 2002 : Murray Street
- 2004 : Sonic Nurse
- 2006 : Rather Ripped
- 2009 : The Eternal
- 2022 : In/Out/In